# Exelis ophiurus
Exelis ophiurus är en fjärilsart som beskrevs av Frederick H. Rindge 1952. Exelis ophiurus ingår i släktet Exelis och familjen mätare. Inga underarter finns listade i Catalogue of Life.